# Rhynchanthrax rex
Rhynchanthrax rex är en tvåvingeart som först beskrevs av Osten Sacken 1886.  Rhynchanthrax rex ingår i släktet Rhynchanthrax och familjen svävflugor. Inga underarter finns listade i Catalogue of Life.